# Dmitri Iwanowitsch Jeropkin
Dmitri Iwanowitsch Jeropkin (russisch Дмитрий Иванович Еропкин; * 16. Augustjul. / 29. August 1908greg. im Bahnhof Gorskaja bei Sestrorezk, Russisches Kaiserreich; † 20. Januar 1938 in Grjasowez, Sowjetunion) war ein russischer Astrophysiker.

## Leben
Jeropkin, zweiter von vier Söhnen des Adligen Iwan Iwanowitsch Jeropkin (1870–1916) und Enkel des Dekabristen Dmitri Irinarchowitsch Sawalischin, besuchte bereits 1916 das Lentowski-Gymnasium in Petrograd. Nach der Oktoberrevolution wurde Jeropkin im Mai 1918 mit seinen Brüdern und seiner Mutter mit anderen aus dem hungernden Petrograd evakuiert, um in einer Kolonie den Sommer zu verbringen. Allerdings wurde der Zug mit 800 Personen auf der Fahrt nach Osten von den Weißen abgefangen und nach Miass umgeleitet, wo sich bald die Cholera ausbreitete. Infolge des russischen Bürgerkrieges kamen die Kinder nach Kurgan, und im September 1918 gab es keine Aussicht auf eine Rückkehr nach Petrograd. In Kurgan wurde die Kinderkolonie vom Amerikanischen Roten Kreuz betreut, und Jeropkin ging zur Schule. 1923 kehrte er nach Petrograd zurück.
Jeropkin studierte 1924–1929 an der Universität Leningrad in der Astronomie-Abteilung der physikalisch-mathematischen Fakultät. 1927 und 1928 absolvierte er ein Praktikum am Observatorium Taschkent.
Nach dem Studium wurde Jeropkin außerplanmäßiger Mitarbeiter des Leningrader Astronomie-Instituts. Im April 1929 wurde er zu Gravitationsuntersuchungen mit dem Variometer auf die Krim geschickt. 1930 begann er die Aspirantur am Pulkowo-Observatorium bei Aristarch Belopolski. Daneben war er wissenschaftlicher Sekretär der Kommission für Sonnenforschung.
Der Schwerpunkt der wissenschaftlichen Arbeit Jeropkins war die Physik der Sonne und der Atmosphären ihrer Planeten. Er untersuchte den Ozongehalt der Erdatmosphäre, das Polarlicht und das Zodiakallicht. Er nahm 1932 an der Arktis-Expedition zum Franz-Josef-Land teil. Bereits 1933–1934 vermutete er, dass  bei größerer Entfernung von der Sonne und schwächerer Einstrahlung  relativ große komplexe Moleküle in den Planetenatmosphären vorhanden sein müssten. Aufgrund der beobachteten Ozon-Absorptionsbande stellte er die Frage nach dem Nachweis des Sauerstoffs in der Mars-Atmosphäre. Er nahm an der Beobachtung der totalen Sonnenfinsternis am 19. Juni 1936 teil.
Am 4. Dezember 1936 wurde Jeropkin verhaftet und am 25. Mai 1937 wegen Beteiligung an der terroristischen faschistischen Trotzki-Sinowjew-Organisation zu 10 Jahren Gefängnishaft, Verlust der bürgerlichen Rechte für 5 Jahre und Konfiszierung seines Eigentums verurteilt. Während der anschließenden Haft im Gefängnis Grjasowez verurteilte ihn ein Troika-Sondergericht des NKWD zum Tode durch Erschießen, was am 20. Januar 1938 geschah. Die Rehabilitierung erfolgte 1955.
Ähnlich erging es vielen Wissenschaftlern am Pulkowo-Observatorium, was später als Pulkowo-Affäre bekannt wurde. Die Wissenschaftler wurden vom NKWD der Beteiligung an der terroristischen faschistischen Trotzki-Sinowjew-Organisation beschuldigt, die vom deutschen Geheimdienst zum Sturz der Regierung der Sowjetunion und Errichtung einer faschistischen Diktatur auf dem Boden der Sowjetunion 1932 gegründet worden sei. Die Zahl der Opfer dieser Pulkowo-Affäre, die den Beginn des Großen Terrors markierte, konnte nicht genau festgestellt werden. Zu den Opfern gehörten nicht nur Wissenschaftler des Pulkowo-Observatoriums, sondern auch Astronomen, Geologen, Geophysiker, Geodäten und Mathematiker in verschiedenen wissenschaftlichen Instituten in Leningrad, Moskau und anderen Städten.

## Wissenschaftliche Veröffentlichungen
- Eropkin, D.: Occultations d'étoiles par la Lune. In: Journal des Observateurs. Band 12, 1929, S. 100 (Digitalisat).
- Eropkin, D. J.: Über die Strahlenbrechung an der Grenze von bewegten Medien. In: Zeitschrift für Physik. Band 58, Nr. 3–4, 1929, S. 268–272.
- Eropkin, D., Okunev, B.: Über den kurzperiodischen δ Cephei-Stern SW Aquarii. In: Astronomische Nachrichten. Band 240, 1930, S. 89 (Digitalisat).
- Еропкин Д. И.: Первая всесоюзная конференция по изучению Солнца и солнечной энергии. In: Природа. Nr. 8, 1931, S. 810–813.
- Eropkin, D. J.: Über die Extinktion des Lichtes in der Jupiteratmosphäre. In: Zeitschrift für Astrophysik. Band 3, 1931, S. 163 (Digitalisat).
- Eropkin, D. J.: Ozon in den Planetenatmosphären. In: Die Naturwissenschaften. Band 21, Nr. 11, 1933, S. 221–222.
- Еропкин Д. И.: Солнце и стратосфера. (nicht mehr veröffentlicht).